# 테슬라 코일

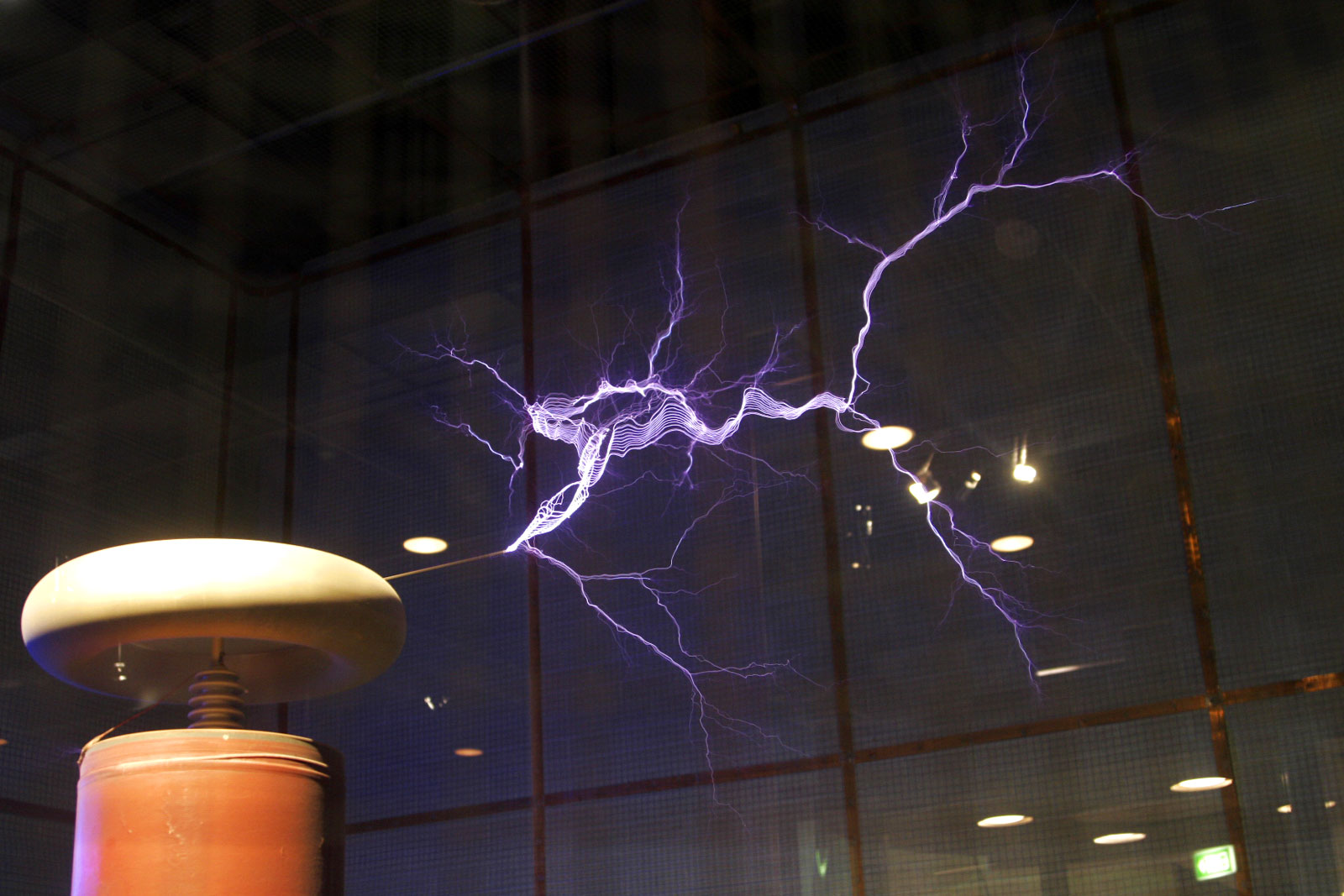
퀘스타콘에서의 테슬라 코일. - 오스트레일리아 캔버라의 국립과학기술센터.

테슬라 코일(Tesla coil)은 1891년 즈음에 니콜라 테슬라가 발명한 전기 공진 변압기 회로이다. 높은 전압, 낮은 전류, 높은 진동수 교류 전기를 만드는데 쓰인다.
테슬라 코일은 고전압 방전, 정전 발전기의 다른 전원보다 더 높은 전류를 생산한다. 테슬라는 수많은 구성들로 실험하였으며, 이들은 두 개, 이따금은 세 개의 커플 전기 공진 회로로 이루어진다.
테슬라는 이러한 코일을 사용하여 전기 조명, 인광, 엑스선 발생, 고주파 교류 현상, 전기요법, 무선 전기 에너지 송신 등 혁신적인 실험을 수행하였다. 테슬라 코일 회로는 1920년대까지 무선 전신을 위한 불꽃 갭 송신기에 상업적으로 이용되었고,, 또 전기 요법과 자광선 장치와 같은 가사의학적(pseudomedical) 장비에 이용되었다. 오늘날에는 엔터테인먼트와 교육용 전시에 주로 사용된다.

## 같이 보기
- 패러데이 새장
- 밴더그래프 발전기

## 참조
1. 1 2  Uth, Robert (2000년 12월 12일). “Tesla coil”. 《Tesla: Master of Lightning》. PBS.org. 2008년 5월 20일에 확인함.
2. ↑  Tilbury, Mitch (2007). 《The Ultimate Tesla Coil Design and Construction Guide》. New York: McGraw-Hill Professional. 1쪽. ISBN 0-07-149737-4.
3. ↑  Ramsey, Rolla (1937). 《Experimental Radio, 4th Ed.》. New York: Ramsey Publishing. 175쪽.